# (137924) 2000 BD19
(137924) 2000 BD19 est un astéroïde herméocroiseur, cythérocroiseur, géocroiseur Aton et aréocroiseur découvert par LINEAR le 26 janvier 2000 peu après avoir été localisé par DANEOPS (en) dans les archives photographiques de 1997 de l'observatoire Palomar. Ceci conduisit à une détermination d'orbite précise et permit de le retrouver le 27 février 2001 et le 21 janvier 2002.

## Orbite
Au 14 mars 2020, 2000 BD19 est l'astéroïde Aten ayant le plus petit périhélie connu et le onzième toutes classes confondues dans le Système solaire à 0,092 ua, soit 30 % de celui de Mercure (dix astéroïdes Apollon ont un périhélie plus faible). Avec sa forte excentricité (0,895) et son inclinaison de 25,6°, tout semble indiquer qu'il s'agit d'une comète inactive ou éteinte, bien qu'il n'ait jamais encore été observé manifestant une activité cométaire. On estime que sa température de surface atteint 920 K (environ 647 °C) au périhélie, suffisante pour fondre le plomb ou le zinc et presque l'aluminium.
Du fait de son passage très près du Soleil, il est considéré comme un excellent candidat pour la mesure des effets de la relativité générale d'Albert Einstein qui devrait provoquer le déplacement de son périhélie de 27 secondes d'arc par siècle.
Lors de sa découverte, il détrôna 1995 CR (id) de son statut d'astéroïde ayant le plus faible périhélie et d'astéroïde Aten ayant la plus forte excentricité. Il est un des quelques Aten aréocroiseurs et le troisième Aten de plus grand aphélie.